# Резены
Резены (рум. Răzeni, Резень, Рэзень) — село в Яловенском районе Молдавии. Является административным центром коммуны Рэзень, включающей также село Новые Милешты.

## История
22 июня 1941 года в первый день нападения немецких войск на СССР на территории коммуны представителями советской власти были убиты десять человек. Все убитые похоронены в братской могиле . В память погибшим в деревне был установлен мемориал.

## География
Село расположено на высоте 94 метров над уровнем моря.

## Население
По данным переписи населения 2004 года, в селе Рэзень проживает 6905 человек (3388 мужчин, 3517 женщин).
Этнический состав села:
| Национальность | Число жителей | Процентный состав |
| -------------- | ------------- | ----------------- |
| молдаване      | 6735          | 97.54             |
| румыны         | 63            | 0.91              |
| русские        | 39            | 0.56              |
| украинцы       | 38            | 0.55              |
| цыгане         | 6             | 0.09              |
| болгары        | 5             | 0.07              |
| поляки         | 3             | 0.04              |
| гагаузы        | 1             | 0.01              |
| прочие         | 15            | 0.22              |
| Всего          | 6905          | 100 %             |

## Известные уроженцы
- Алистар, Елена (1873—1955) — бессарабский политик, одна из двух женщин-депутатов Сфатул Цэрий.
- Пеливан, Ион (1876—1954) — бессарабский политик, министр иностранных дел Молдавии(1917—1918).
- Инкулец, Ион Константинович (1884—1940) — бессарабский и румынский политик, президент Молдавской демократической республики.